# 삽교방조제
삽교방조제(揷橋防潮堤)는 충청남도 당진시 신평면과 아산시 인주면에 있는 방조제이다. 삽교천 하구에 있다. 인근 안성천 하구에 아산만방조제가 있으며, 국도 제34호선과 국도 제38, 77호선이 통과한다. 삽교천 서안의 배수 갑문 구간은 왕복 4차로 확장 공사 당시 선형 개량으로 국도에서 해제되었고 국도는 해제된 구간 대신 확장 개통에 따라 신설된 삽교대교로 통과하게 되었다. 1976년 12월 착공하여 1979년 10월 26일 오전에 완공되었다. 그러나 그날 저녁 10·26 사건이 발생하면서 이 방조제 준공 행사는 박정희 대통령의 생전 마지막 공식 행사가 되었다.

## 같이 보기
- 삽교호